# Pieter Voltelyn Graham van der Byl
Pieter Voltelyn Graham van der Byl (né le 21 février 1889 et mort le 21 janvier 1975 en Afrique du Sud) est un homme politique sud-africain, décoré de la Military Cross et de la Légion d'honneur, membre du parti sud-africain puis du Parti uni, député de 1929 à 1966 et ministre de 1939 à 1948 dans le gouvernement de Jan Smuts.

## Biographie

### Origines et études
Plus jeune des 4 enfants de Pieter Voltelyn van der Byl et de son épouse Adelaide Taylor, Van der Byl était un descendant direct du néerlandais Gerhard Pieterzoon van der Bijl, émigré au Cap dans les années 1660.
Après ses études au collège diocésien de Rondebosch (1907), un quartier du Cap, van der Byl poursuivit des études supérieures en agriculture au Pembroke College, Université de Cambridge. En 1912, diplômé d'une maitrise, il revient en Afrique du Sud où il travaille sur la propriété agricole de son père.

### Carrière militaire et civile
Le général Jan Smuts le nomme peu de temps après au sein de la nouvelle armée sud-africaine, la Union Defence Force, avec laquelle il participe à la répression de la rébellion Maritz en 1914. Membre de l'état-major de Smuts durant l'invasion sud-africaine du Sud-Ouest africain et de la campagne en Afrique orientale allemande, il rejoint la Royal Air Force en 1918 et participe à la campagne de France.
Décoré de la Military Cross, chevalier de la Légion d'honneur, le major Van der Byl quitte le service permanent de l'armée sous les honneurs après son retour en Afrique du Sud en 1919 et retourne travailler sur la ferme familiale.
Il devient président du syndicat des agriculteurs de la Western Province (le Cap-Occidental) et en 1929, est élu député de la circonscription de Bredasdorp sous les couleurs du parti sud-africain, alors dans l'opposition au parlement où il se fait notamment remarquer par ses connaissances des dossiers agricoles.

### Ministre dans le gouvernement de Jan Smuts
Membre du Parti uni (UP), qui a succédé au parti sud-africain, Van der Byl entre dans le gouvernement de Jan Smuts en septembre 1939 à la suite du schisme au sein du parti Uni qui voit le départ des partisans de la neutralité dans le deuxième conflit mondial. D'abord ministre sans portefeuille, il est notamment chargé de l'accueil et du séjour de la famille royale de Grèce, alors en exil en Afrique du Sud. En janvier 1943, il devient le ministre des affaires indigènes, un poste ministériel pour lequel il ne s'estime pas qualifié. Néanmoins, il accepte ce poste exposé dans un contexte où les questions relatives aux affaires indigènes prennent de l'importance dans l'agenda du gouvernement à la suite de la montée de l'urbanisation des populations noires, des revendications nationalistes et des craintes exprimées par les populations blanches des classes ouvrières. La politique gouvernementale en la matière semble alors peu claire d'autant plus que Smuts, le premier ministre, avait déclaré en 1942 que la ségrégation raciale en Afrique du Sud ne pouvait pas durer éternellement. Van der Byl est à cette fonction la cible des critiques des partisans du renforcement de la ségrégation et du maintien de la domination blanche en Afrique du Sud mais aussi de ceux qui y sont opposés. Toujours sceptique sur ses compétences sur le dossier mais tentant d'administrer son ministère avec pragmatisme, Van der Byl finit par voir sa santé affectée et est hospitalisé pour des problèmes coronariens en 1947.
En 1948, van der Byl participe au couronnement du nouveau roi zoulou Cyprian Bhekuzulu kaSolomon. À cette occasion, van der Byl sélectionna la chanson "Nkosi Sikelel' iAfrika" comme l'un des hymnes officiels du couronnement.

### Député d'opposition
Lors des élections générales de juin 1948, Van der Byl est battu de 259 voix par le candidat du parti national, D.C.M. Uys. Néanmoins, le 8 octobre 1948, il est réélu député à la faveur d'une élection partielle dans une autre circonscription, celle de Green Point. Il gardera ce siège jusqu'à son retrait du parlement en 1966 mais siégera constamment sur les bancs de l'opposition parlementaire.
Durant ces années de député d'opposition, il critique avec véhémence la mise en place des lois d'apartheid, notamment la suppression des électeurs métis des listes électorales communes dans la province du Cap et la transformation du Dominion en république.
Opposé à la ségrégation raciale et à la domination politique, économique et sociale des noirs par les blancs, van der Byl n'en était pas néanmoins un partisan de l'égalité absolue des droits ni du principe "un homme une voix". Ce point de vue se renforça avec les conséquences sociales et politiques des indépendances accordés aux pays d'Afrique centrale et orientales. Les massacres et les crises politiques qui surviennent après la décolonisation du Congo belge, l'exode des blancs du Kenya et de Zambie le confortèrent dans ses conceptions paternalistes que les populations africaines n'étaient pas encore prêtes pour décider de leurs destinées et que les pouvoirs coloniaux s'étaient retirés trop rapidement. Au début des années 1960, il se fit un ardent défenseur du gouvernement de Rhodésie du Sud et du principe qu'une longue transition politique était préférable à une indépendance immédiate. Alors qu'il était resté loyaliste envers la Grande-Bretagne durant la période référendaire sur l'adoption de la république en Afrique du Sud, il n'en critiqua pas moins les décisions de la Grande-Bretagne d'imposer des sanctions contre la Rhodésie et l'Afrique du Sud, alors que selon ses vues, ces deux pays avaient été particulièrement loyaux envers les Britanniques durant la Seconde Guerre mondiale, que ce soit du point de vue militaire et financier.
En dépit de sa popularité dans le pays et de ses prises de positions politiques concernant la Rhodésie et les relations internationales de l'Afrique du Sud, ses rapports étaient très difficiles avec de nombreuses personnalités du gouvernement sud-africain tels que John Vorster, JG Strijdom ou Hendrik Verwoerd, notamment à cause de ses attaques répétées contre l'apartheid et de ses conséquences sociales et politiques qu'ils annonçaient comme catastrophique pour l'avenir du pays. En 1966, à la suite de l'un de ses discours dans lequel il s'en prit à plusieurs membres du gouvernement, le président de l'assemblée le sanctionna par une expulsion de la Chambre basse pour la suite de la législature. C'est à la suite de cette sanction disciplinaire que van der Byl décida de ne plus se représenter et de prendre sa retraite. Néanmoins, en 1967, cette figure respectée du parlement fut proposée par plusieurs députés, non seulement du parti uni mais aussi par quelques députés du parti national, pour être le nouveau président de la république.
En retraite sur sa propriété de Fairfield, van der Byl devint l'un des directeurs de la compagnie d'assurance "Old Mutual". Il rédigea également son auto-biographie en 3 parties.
Âgé de près de 90 ans, il décède en 1975.

## Vie privée
Marié le 21 janvier 1922 à Joy Clare Flemingin, il eut 2 enfants dont P. K. van der Byl (1923-1999), ministre des affaires étrangères et de defence du gouvernement de Rhodésie de 1974 à 1979.